# Marko Bačlija
 Marko Bačlija (Subotica, 1914. – Novi Sad, 29. listopada 2009.) bio je bački hrvatski društveno-politički i gospodarski dužnosnik. 
Rodio se u Subotici. Vojsku je odslužio u Sarajevu. U rodnom gradu je studirao i 1937. diplomirao pravo. Stjecajem okolnosti je za mađarske okupacije Bačke izbjegao vojnu i radnu obvezu, tako da je cijeli rat radio u struci, kao odvjetnik.
Nikad nije bio članom KPJ. Zahvaljujući njegovoj sposobnosti, a unatoč tome što nije bio u KPJ, postao je 1948. subotičkim gradonačelnikom ("predsjednik Narodnog odbora"), iako nije imao ambicija za dužnost i iako je bio smatrao da bi neki stariji dužnosnici trebali biti na tom mjestu. Dužnost je obnašao do 1952. godine.
Dok je obnašao tu dužnost, pokazao se sposobnim voditeljem rodnog grada. Pokrenuo je osnivanje brojnih ustanova u Subotici, a važno je naglasiti da su mnoge od njih postale ugledne izvan grada, pokrajine i republike. Među ostalim, u te spadaju:
- tvornica Partizan
- tvornica Sever
- tvornica 29. novembar
- tvornica Fidelinka

Pored tih tvornica, na Zobnatici je utemeljio konjičku ergelu, a Bačlija je dao zamisao da se napravi zoološki vrt na Paliću.
Dijelom je i njegova zasluga što se u Subotici obnovilo 400 stanova koji su srušeni u savezničkom bombardiranju 1944.
Godine 1952. otišao je u Novi Sad gdje je utemeljio vojvođansko Javno pravobraniteljstvo u kojem je radio 5 godina, a i sam je bio javnim pravobraniteljem Vojvodine. Bio je prvi čelnik fakultetskog vijeća Fakulteta tehničkih znanosti u Novom Sadu, utemljenog 28. lipnja 1960. godine.
Potom je osam godina bio na čelu Zavoda za društveno i privredno planiranje SAP Vojvodine. 
Nakon toga se vraća u političke strukture, u skupštinu SAP Vojvodine, gdje je bio zastupnikom. Ondje je boravio 4 godine.
Nakon zastupničke dužnosti, odlazi u Gospodarsko vijeće(ondašnji "Privredni savjet") gdje je bio čelnim čovjekom šest godina, a nakon toga je 1975. otišao u mirovinu.
Još prije rata je bio članom Pučke kasine (od 1933.), a danas (stanje 2008.) je bio njenim najstarijim članom. Bio je jednim od suosnivača HKUD-a "Matija Gubec".
Pokopan je u Subotici 31. listopada na Kerskom groblju.